# Entomologie médico-légale
L’entomologie médico-légale,  ou simplement entomologie légale, est l'étude scientifique des interactions entre les arthropodes et les affaires de justice et de leurs applications. Cette branche de l'entomologie concerne typiquement l'étude des insectes nécrophages pour la datation des cadavres dans les enquêtes criminelles, 
Elle est aussi appelée entomologie forensique lorsqu'elle inclut des applications dans d'autres domaines comme la détermination de l'origine géographique de marchandises, la conservation d'espèces protégées, ou l'évaluation de risques sanitaires (nuisances urbaines, présence d'insectes dans des stocks de nourriture, etc.).
L'entomotoxicologie est une sous-discipline qui analyse les éventuelles substances toxiques retrouvées dans des arthropodes dans une affaire criminelle donnée. Ces arthropodes peuvent être utilisés comme biodétecteur ou comme biomarqueur dans diverses circonstances (enquête médicolégale, contrôle biologique et sécurité alimentaire, études environnementales...).

## Historique
Si le concept d'entomologie criminelle remonte au XIIIe siècle, le recours systématique à l'entomologie dans les enquêtes criminelles débute seulement dans le dernier quart du XXe siècle.

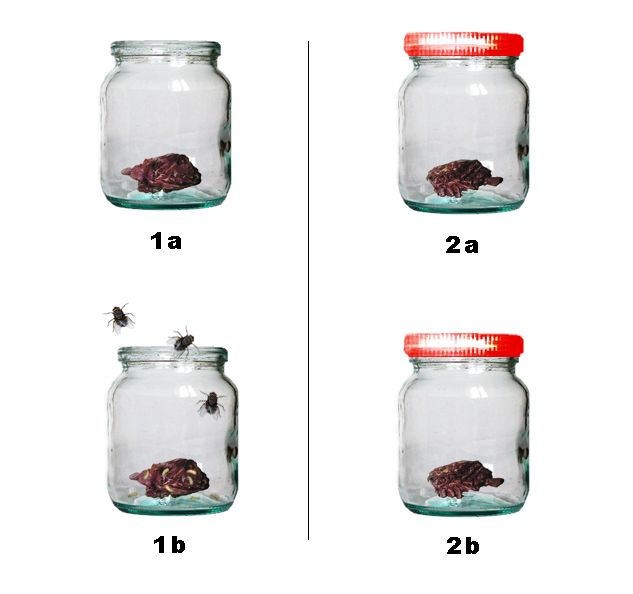
Expériences sur la génération spontanée datées de 1671, par Francesco Redi : la vermine n'apparait pas spontanément dans la viande quand on interdit l'accès aux mouches, elle provient donc de pontes de mouches.

Il existe différents témoignages historiques faisant intervenir des connaissances entomologiques dans la résolution d'affaires légales. Par exemple, dans le traité de médecine légale du médecin et juge chinois Song Ci (1186-1249), les expériences du médecin italien Francesco Redi (1626-1697), ou encore l'application à une affaire criminelle par le médecin français Bergeret d’Arbois, vers 1850. 
Les bases de l’entomologie médico-légale ont été posées en France à la fin du XIXe siècle par le vétérinaire Jean Pierre Mégnin, qui publia en 1894 La Faune des cadavres. Dans cet ouvrage, il décrit huit vagues d’insectes, baptisées « escouades », dont la succession connue et immuable devait permettre de dater le décès. Cette vision a depuis été largement remise en cause, et de nouveaux outils de datation, plus précis et plus fiables, ont été développés.
Le pionnier de l'entomologie légale moderne est Marcel Leclercq (1924-2008) de l'Université de Liège, dont les travaux ont aidé à résoudre une première affaire criminelle en 1947. Son ouvrage Entomologie et médecine légale (1978) connait une large diffusion aux États-Unis, où la nouvelle discipline devient d'utilisation courante dans les années 1980,. 
En 1992, Leclercq est invité comme expert-consultant auprès de la Gendarmerie nationale française pour créer un département d'entomologie au sein de l'Institut de recherche criminelle de la Gendarmerie nationale, alors à Rosny-sous-Bois,.
En 2003, l'« European Association for Forensic Entomology » est créée à Francfort. Elle consacre le terme d'entomologie forensique, et réunit tous les acteurs européens de la discipline pour établir des standards et protocoles internationaux.

## Escouades d'insectes

### Principes
La décomposition d’un cadavre réunit une faune très diverse d’insectes. L’examen de cette faune permet une estimation du délai post mortem, une éventuelle mobilisation du corps, ainsi qu’une identification du lieu du décès. Les meilleurs indicateurs parmi les arthropodes sont les diptères.

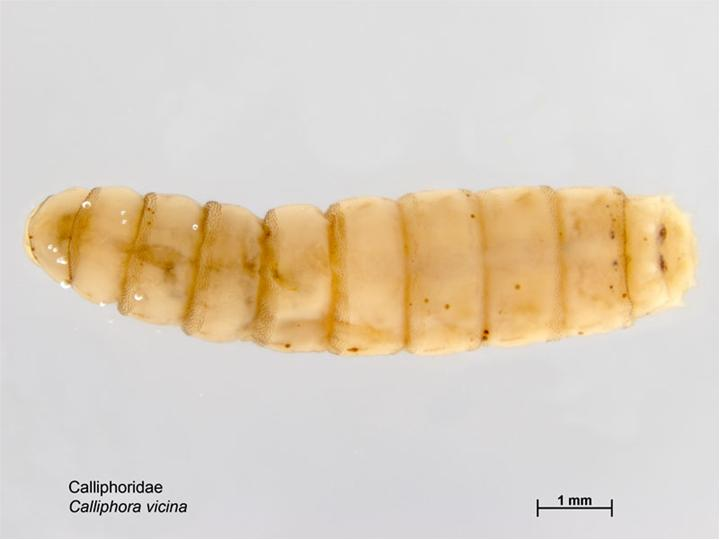
Larve de Calliphora vicina ou mouche bleue de la viande.

L’organisme humain, une fois mort, constitue une énorme réserve en nutriments pour les bactéries ainsi que pour les insectes. Les cellules du corps, qui ne sont plus protégées par le système immunitaire, deviennent la proie d’insectes nécrophages. Ces derniers utilisent le cadavre pour se nourrir, ou pour nourrir leur progéniture.
Quelques minutes après la mort de l’organisme, il se produit des réactions d’autolyse qui sont des transformations fermentatives (qui s’observent sans l’action de bactéries ou d’agents étrangers à l’organisme). Les substrats produits lors de ces réactions dégagent des odeurs spécifiques (pas forcément perceptibles à l'odorat humain), attirant ainsi les premiers insectes qui vont pondre leurs œufs dans les orifices naturels (sphincters, pores de la peau) et dans les blessures. La ponte se fait le plus souvent de jour et ne survient habituellement pas en dessous de 4 °C. L'apparition des larves peut se faire en moins d'un quart d'heure après la ponte.
Au cours du temps, l’altération du cadavre se traduit par le dégagement d’odeurs, spécifiques à une période donnée. En effet, à mesure que la décomposition progresse, les réactions d’autolyse changent, ainsi que les substrats produits et donc les odeurs dégagées. Ces nouvelles odeurs vont repousser les femelles attirées par les premières odeurs. D’autres femelles viennent ensuite, sélectivement, coloniser le cadavre, et constituent des escouades. L’insecte est attiré sélectivement par ce qui lui convient et il évite le reste.
On classe généralement les arthropodes d'un cadavre en décomposition en quatre catégories (plusieurs types d’arthropodes peuvent se trouver sur un cadavre) :
- Des arthropodes nécrophages (diptères, coléoptères, lépidoptères, larves et acariens) qui se nourrissent du cadavre ;
- des arthropodes nécrophiles dont les insectes prédateurs (comme les coléoptères de la famille des Histeridae particulièrement abondants) qui se nourrissent des nécrophages, et les insectes parasitant les nécrophages ;
- des arthropodes omnivores se nourrissant à la fois du cadavre et de la faune présente sur le cadavre, comme c’est le cas de certains hyménoptères et de certains coléoptères ;
- Des arthropodes opportunistes utilisant le cadavre comme un refuge. Leur présence n’est pas systématique pour tous les cadavres mais due au hasard comme les araignées ou les collemboles par exemple. Ceux-ci ne sont donc pas utiles pour l’estimation du délai post mortem.

### Succession en 8 escouades (exposition à l'air libre)
Sept à huit vagues d'insectes nécrophages se succèdent lors de la décomposition d'un cadavre humain exposé à l'air libre, dans un ordre précis, mais parfois en se chevauchant.

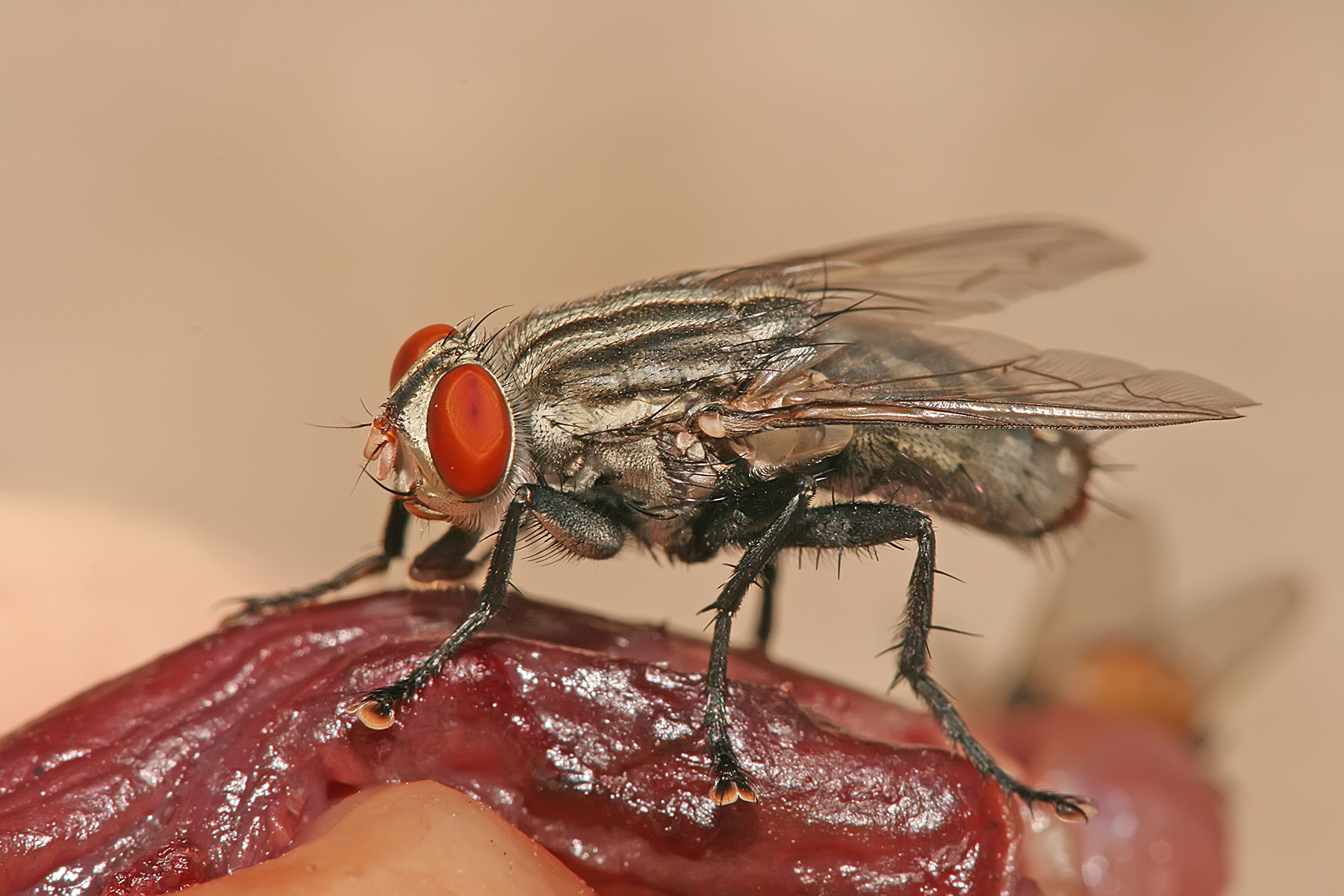
Mouche à viande Sarcophaga nodosa sur un morceau en décomposition.

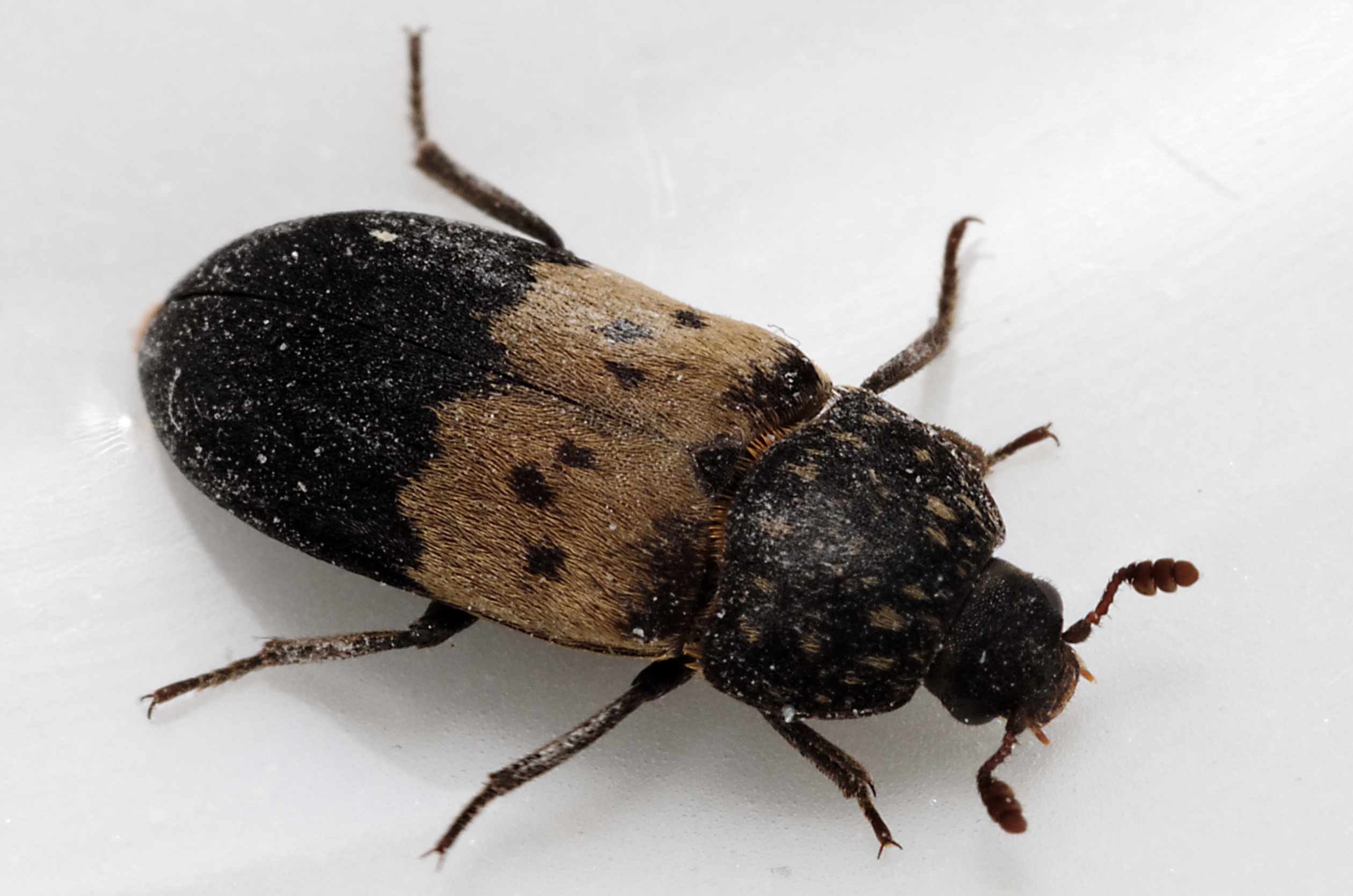
Dermeste du lard, un petit coléoptère nécrophage.

Selon les circonstances extérieures, la durée d'un cycle complet varie de quelques semaines à plusieurs années. Les 7 à 8 escouades décrites sont,,:
1. La première escouade est essentiellement constituée de diptères Calliphoridae (mouches vertes et bleues). Attirées par l'odeur d'un cadavre frais (encore inodore pour l'odorat humain), ces mouches arrivent  de quelques minutes à quelques heures après la mort. Elles  viennent pondre dans les orifices naturels et les éventuelles plaies d'un cadavre frais. À 20 °C, les œufs pondus sur le cadavre peuvent atteindre l’âge adulte en deux semaines.
2. La deuxième escouade arrive après un mois, attirée par la décomposition des matières fécales. Elle est composée de mouches Sarcophagidae  et disparaît au 6e mois.
3. La troisième escouade apparaît entre le 3e et le 9e mois, attirée par l’odeur de graisse rance (acides gras volatils de la décomposition des graisses). Elle est constituée de petits coléoptères Dermestidae  et de lépidoptères Tineidae.
4. La quatrième escouade, ou escouade coryétienne, arrive au dixième mois, attirée par la fermentation caséique. Il s'agit de diptères comme Piophila casei (mouche du fromage) et de coléoptères comme Cleridae.
5. La cinquième escouade, ou escouade silphienne, environ 1 ans après le décès, attirée par la fermentation ammoniacale. Il s'agit de diptères Muscidae (comme Phoridae) et de coléoptères Silphidae.
6. La sixième escouade est attirée par les dernières humeurs du corps. Elle est constituée uniquement d'acariens qui achèvent le dessèchement du corps.
7. La septième et huitième escouades surviennent après dessèchement total du corps, en se nourrissant des tissus encore présents au bout de deux ou trois ans, jusqu'à ce que le corps ne soit plus que poussières. Il s'agit de coléoptères Ptinidae et Tenebrionidae. La dernière escouade implique de nombreux arthropodes qui sont plus des opportunistes que des nécrophages stricts.

Le principe des escouades est longtemps resté une référence jusqu'aux années 1980, jusqu'à ce que des études montrent sa grande variabilité selon de nombreux facteurs tenant à l'écosystème cadavre (conditions environnementales du cadavre). Dès lors la dégradation d'un cadavre apparait plus comme un processus continu lié à des conditions locales particulières, plutôt qu'une suite d'étapes standardisées partout identiques. 
Seules les trois premières escouades permettent une datation précise, avec une précision d'une journée par mois écoulé depuis la mort (voir la section estimation de la date de ponte). 

## Facteurs de variation

### Cadavres inhumés
La faune des cadavres inhumés est beaucoup moins abondante que celle d’un cadavre laissé à l’air libre puisque les opportunités pour les mouches de pondre sur ce cadavre sont beaucoup moins importantes. Dans ce cas, seules se développeront des larves ayant pu entrer en contact avec le cadavre. Il y a ainsi trois cas possibles :
- Les larves ont été pondues dans la chambre mortuaire de l’individu.
- Les larves ont été pondues dans une région proche de celle dans laquelle repose le cadavre.
- Les larves proviennent de la surface du sol, dans le cas où le cadavre a été enterré à même le sol, ou du cercueil en bois dans lequel repose la dépouille.

L’apparition de larves sur le corps du défunt dépend également d’autres circonstances :
- Intervalle de temps entre la mort et l’enterrement.
- Durée d’exposition du cadavre dans la chambre mortuaire.
- Présence d'un cercueil.
- Nature du cercueil (plomb ou bois).
- Profondeur de l’enfouissement.

La faune présente sur un cadavre inhumé est constituée de mouches et de coléoptères en majorité. Ils apparaissent là aussi successivement sur le cadavre, ce qui permet de dater la mort.

### Cadavres immergés
On détermine approximativement le délai post mortem via la présence de certaines espèces aquatiques et de certaines espèces présentes habituellement sur le corps d’un cadavre trouvé à l’air libre . D’après une étude expérimentale faite aux États-Unis et portant sur la succession des insectes et la décomposition des cadavres de porcs immergés, l’eau limite  le nombre d’espèces présentes sur le cadavre, ainsi que les Arthropodes nécrophages sur le cadavre. On trouve globalement un tiers des espèces présentes sur un cadavre à l’air libre.

### Autres conditions
La composition des escouades, ainsi que leur « durée de travail », peuvent varier suivant les facteurs qui influencent la faune entomologique locale. Par exemple, il est plus facile pour une mouche d’atteindre un corps nu dans une forêt en été, qu’un cadavre situé au 5e étage d’un immeuble, enroulé dans des draps de lit, en plein hiver.

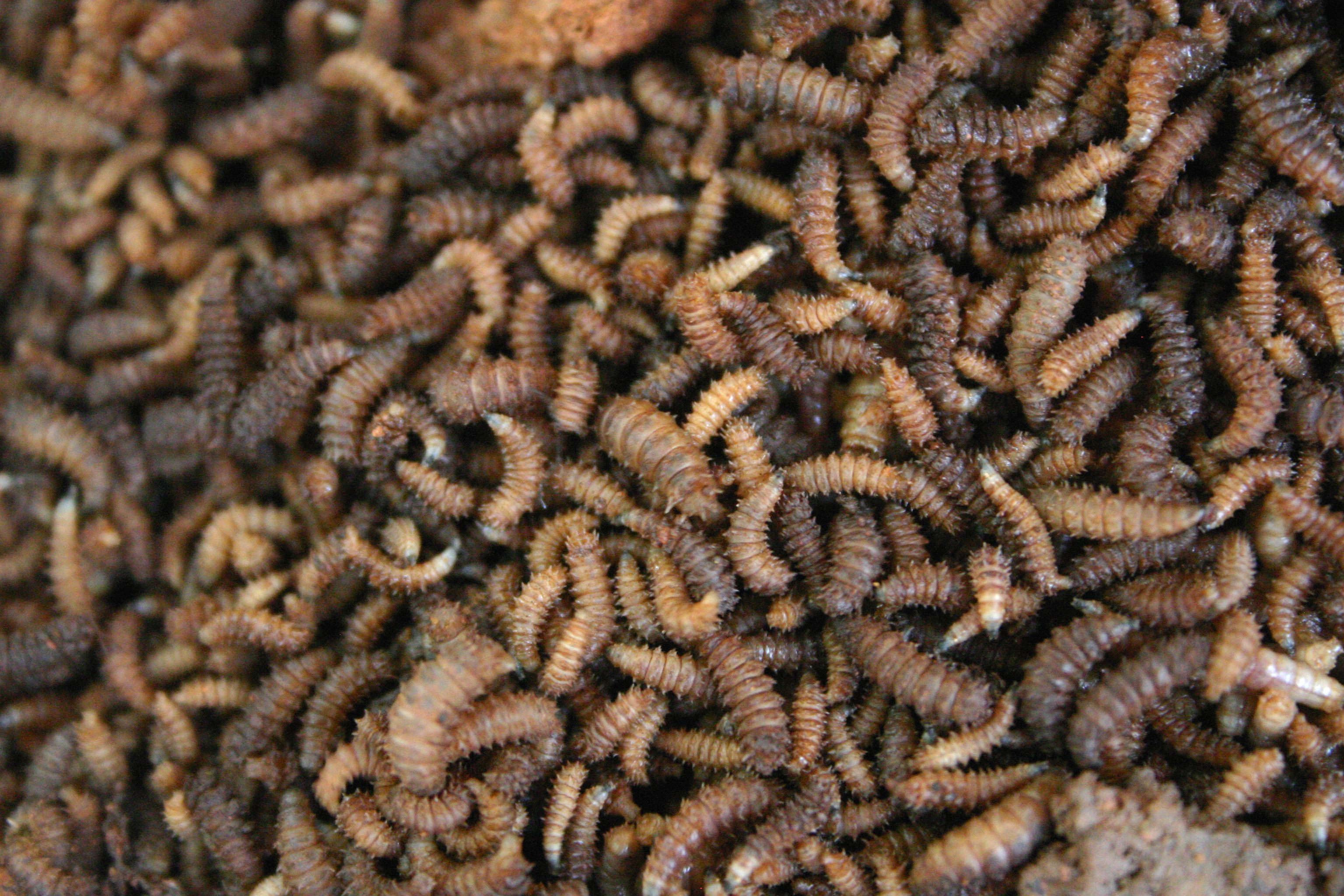
Masse larvaire recouvrant un cadavre de porc-épic Hystrix africaeaustralis au bout de 5 jours.

Outre les conditions de conservation du corps  (à l'air libre, immergé, inhumé…), les facteurs de variations sont :
- La région et sa zone géographique ;
- le type de localité (ville ou campagne) ;
- le type d'emplacement (dans une habitation ou à l’extérieur) et la nature du sol ;
- des données climatiques et météorologiques (dont la saison, la température et l'hygrométrie) ;
- la taille et le volume du cadavre ;
- le grégarisme des larves selon l'espèce, où les larves se réunissent en amas larvaires susceptible de produire eux-mêmes une chaleur[8],[10].

## Étapes d'une enquête entomologique
La première étape d'une expertise entomologique a lieu sur le site de découverte du corps. 

### Prélèvements
Il faut alors prélever des échantillons de l'entomofaune présente sur le cadavre et autour de celui-ci : insectes vivants et morts, à différents stades de développement. Ces prélèvements sont effectués en plusieurs temps : peu avant et juste après la levée du corps de la scène de crime, et enfin lors de l'autopsie.

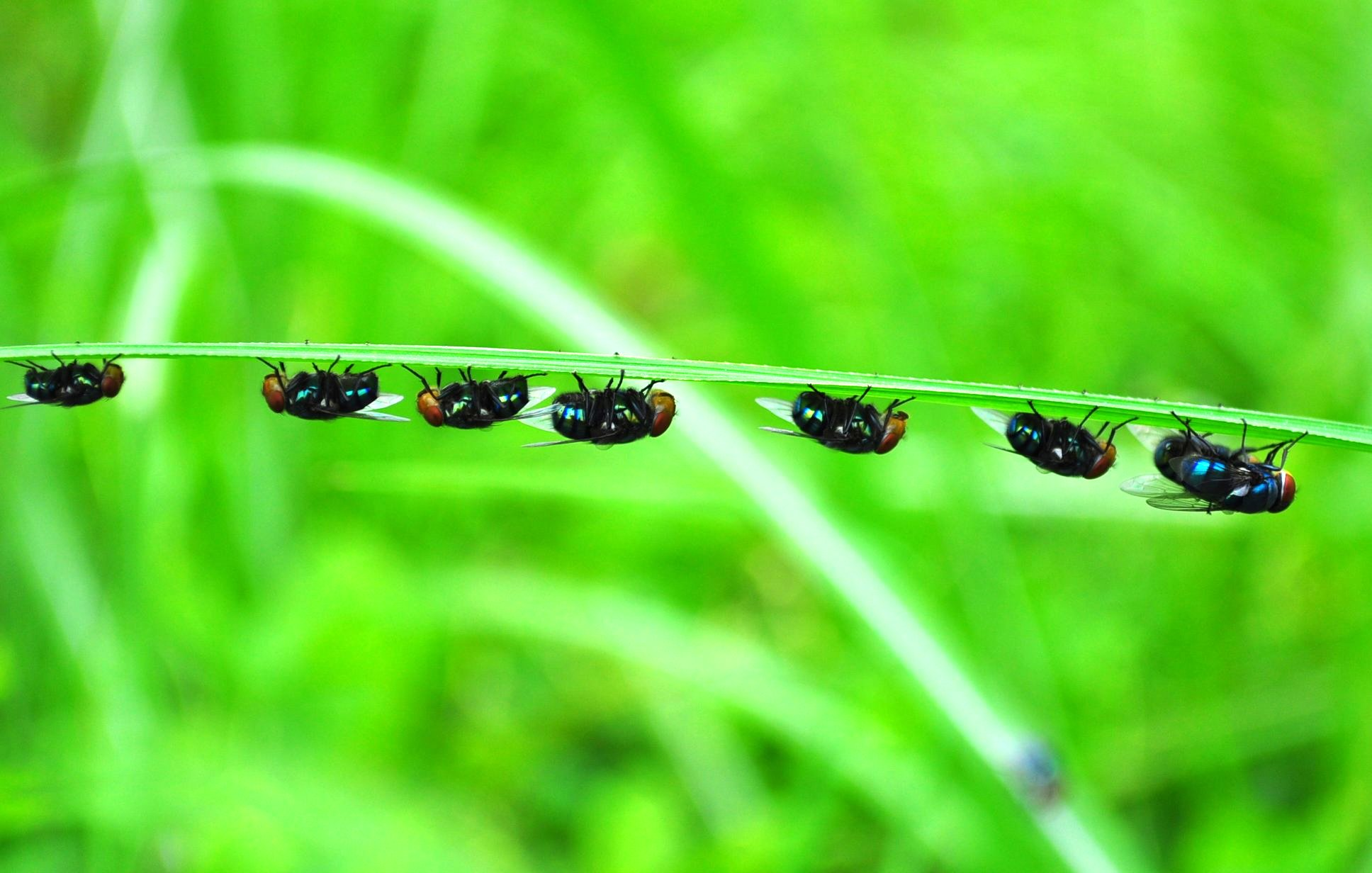
Mouches bleues du genre Calliphora au repos.

Un minimum de matériel est indispensable aux prélèvements :
- Les insectes volants nécessitent un filet et du papier adhésif de type « attrape-mouche ».
- Les autres insectes une pince à raquette, une pince souple d’entomologie, un pinceau doux, des flacons, des étiquettes, des crayons, un thermomètre et un hygromètre ainsi que des conservateurs.

Ce matériel spécifique complète le matériel de protection et de photographie.
La recherche de pupes doit absolument être faite sur place, car celles-ci ne se trouvent pas sur le corps, mais à proximité (dans la terre ou sur le sol). En milieu fermé (local d'habitation), la recherche d'insectes à différents stades de leur métamorphose s'effectuent dans tous les endroits sombres (sous les tapis, derrière les plinthes, sous les meubles, éviers et appareils ménagers…).
Ces prélèvements doivent être accompagnés d'une fiche précisant l’emplacement, la date, l’heure des prélèvements, l’état du cadavre, les conditions de prélèvement… 

### Méthodes d'étude

#### Conditions du milieu
Le développement des arthropodes dépend beaucoup des conditions du milieu dans lequel on les trouve. On doit donc mesurer :
- L’état du corps ;
- la température ;
- l’hygrométrie ;
- l’exposition ;
- On étudie également le microclimat et l'environnement local.

#### Identification des spécimens
La faune d'un cadavre est notamment étudiée dans les fermes des morts. Avant même l'examen du corps, il faut inspecter le sac mortuaire puis les vêtements. Sur le cadavre peu ou pas décomposé, les œufs et larves de diptères sont recherchés dans les orifices naturels et les blessures, quand la décomposition est avancée des arthropodes peuvent être présents à l'intérieur du corps.

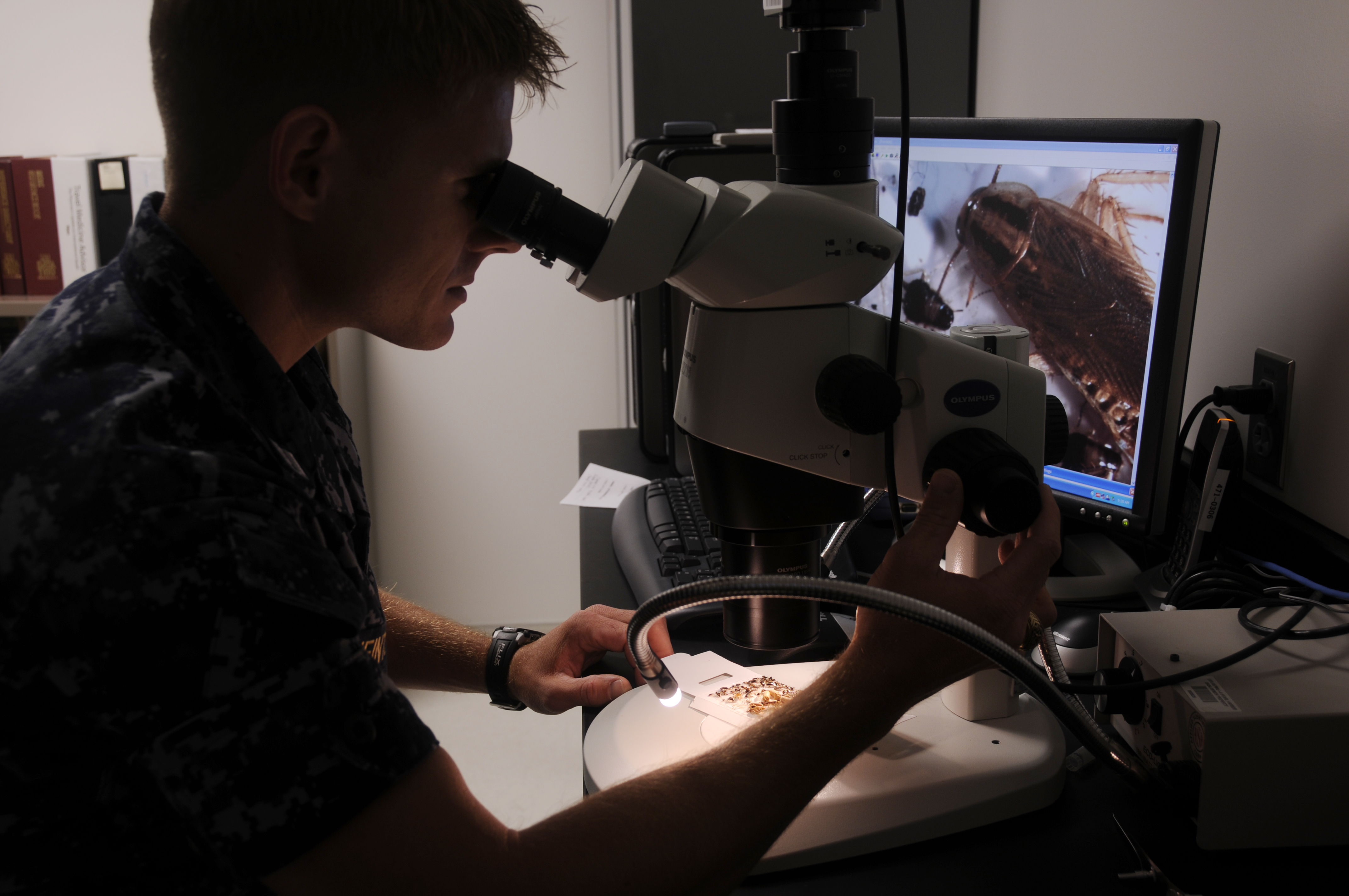
Entomologiste médical de l'US Navy en travail d'identification.

Les insectes ainsi prélevés sont séparés en deux lots de part égale : une partie est conservée dans l’alcool, tandis que l'autre est conservée vivante. Les formes adultes vivantes sont conditionnées à sec dans des récipients dotés de petites aérations, tandis que les formes immatures vivantes sont réfrigérées pour bloquer ou limiter leur développement durant leur acheminement en laboratoire. Les élevages en laboratoire, réalisés en conditions contrôlées, permettent d'obtenir des insectes adultes.
Le maximum de spécimens ayant été prélevé, leur identification se fait au stéréomicroscope ou en microscopie optique, parfois après dissection de tout ou partie de l'arthropode. Dans certains cas, formes immatures mortes ou fragments d'insectes, il est fait appel à des techniques plus sophistiquées : microscopie électronique à balayage, analyse chimique de la cuticule, séquençage d'ADN mitochondrial,.
Les formes immatures vivantes sont élevées en incubateur pour faciliter leur identification au stade imaginal, et estimer plus précisément la date de ponte des œufs dont ils sont issus.
On détermine :
- L’âge des stades larvaires.
- La durée d’incubation des œufs.
- Le temps d'arrivée de ces insectes sur le cadavre.

En tenant compte des conditions environnementales, on peut ainsi estimer le délai post mortem du cadavre et son lieu de décès (dans le cas où le cadavre a été déplacé après la mort). Pour cette dernière estimation, la distribution géographique limitée de certaines espèces d'arthropodes, voire leur endémisme, peut apporter des informations,. 

### Déterminations
Cependant la méthode entomologique (datation et lieu du décès) est loin d'être parfaite et pour de nombreux entomologistes, tel Claude Wyss, elle doit être utilisée avec précaution. En effet, selon l'endroit où une personne va mourir, les insectes présents ne seront pas les mêmes et une espèce d'insecte pourra très bien être présente dans la première escouade alors qu'elle n'est censée apparaître qu'à la quatrième parce que des individus étaient proches du cadavre au moment de sa mort et auront donc pu le sentir.

#### Estimation de la date de ponte
Chez les insectes, la ponte est dite aussi oviposition.
Le cycle de développement des insectes se divise en plusieurs phases, dont les durées diffèrent en fonction de la température : plus elle est élevée, plus le développement est rapide. Pour qu’une espèce nécrophage puisse se développer de l’œuf à l’insecte parfait, il lui faut une somme de température spécifique à l’espèce. C'est le principe d'accumulation thermique obtenu par observations en laboratoire, réalisées en incubateur.
Cette somme est calculée en  additionnant les moyennes de température par jour, moins l’indice également spécifique à l’espèce. Lorsque la somme est atteinte, elle correspond au jour de ponte de l’espèce.

Pour procéder à la détermination de l’âge des larves trouvées sur le cadavre (et donc à la détermination du moment de la mort), il faut tout d’abord connaître la température moyenne quotidienne du site sur lequel elles ont été trouvées. Un relevé des températures est donc nécessaire, si possible sur plusieurs stations météorologiques voisines du site. Mais cela ne suffit toujours pas pour avoir une température moyenne du site, celle-ci pouvant être différente de celle donnée par les stations : aussi prendra-t-on soin de calculer la différence {\displaystyle \theta } de température en comparant celle du site et les données météorologiques durant une vingtaine de jours.
Développement des larves de quelques mouches en fonction du temps :
|           | Mouche domestique (Musca domestica) | Mouche bleue (Calliphora vicina) | Mouche verte (Lucilia caesar) | Mouche à damier (Sarcophaga carnaria) |
| --------- | ----------------------------------- | -------------------------------- | ----------------------------- | ------------------------------------- |
| 1 (ponte) | Œufs                                | Œufs                             | Œufs                          | Larves                                |
| 1 jour    | Éclosion (2 mm)                     | Éclosion (2 mm)                  | Éclosion (2 mm)               | Éclosion (2 mm)                       |
| 2 jours   | Larve (3 mm)                        | Larve (5 mm)                     | Larve (3 mm)                  | Larve (5 mm)                          |
| 4 jours   | Larve (1 mm)                        | Larve (7 mm)                     | Larve (9 mm)                  | Larve (11 mm)                         |
| 5 jours   | Larve (4 mm)                        | Larve (6 mm)                     | Larve (9 mm)                  | Larve (21 mm)                         |
| 6 jours   | Larve (7 mm)                        | Larve (13 mm)                    | Larve (17 mm)                 | Larve (19 mm)                         |
| 7 jours   | Larve (8 mm)                        | Larve (8 mm)                     | Larve (9 mm)                  | Larve (15 mm)                         |
| 8 jours   | Pupaison (5 mm)                     | Pupaison (10 mm)                 | Pupaison (6 mm)               |                                       |
| 10 jours  |                                     |                                  |                               | Pupaison (10 mm)                      |
| 14 jours  | Adulte                              |                                  |                               |                                       |
| 20 jours  |                                     |                                  |                               | Adulte                                |

Remarque :
- L’incubation des œufs dure entre 12 h et 24 h lorsque la température ambiante avoisine 25 °C ; elle est inférieure à 12 h si elle vaut environ 15 °C.

#### Datation du décès
- Si un cadavre froid est découvert sans faune dans un lieu où des arthropodes sont présents, cela indique que le corps a été conservé dans un lieu isolé, d’autant plus si le corps se trouve en début d’autolyse.
- Si un cadavre ne comporte que des œufs, alors la phase post mortem est inférieure à 48 h.
- Si le cadavre est en voie d’altération et comporte seulement des œufs, alors le corps a été transporté ou déposé sur les lieux depuis moins de 48 h.
- Si un cadavre comporte des pupes vides, cela est une conséquence de l'arrivée d'au moins un cycle de diptères dont la durée est de plus de 12 jours à 22 °C, de plus de 14 jours à plus de 20 °C et de plus de 19 jours à 18 °C.

Le travail de datation du décès est une tâche fastidieuse. Le problème de dater l’instant à partir duquel commence la mort ne se résout pas à l’aide d’une méthode miracle. La résolution de ce problème est l’œuvre de la concordance entre plusieurs résultats apportés par des méthodes de datation distinctes. Ces méthodes font à la fois appel à l’examen du corps en lui-même mais aussi à la constatation de l’action de la faune sur celui-ci. Seule la mise en commun des dates apportées par les différents types de datation permet une datation des plus précises. Cette datation et sa précision dépendent de deux facteurs qui sont le temps et le lieu de séjour du corps.
Cependant, toujours dans le cadre d’une enquête judiciaire, ce travail de datation n’est pas toujours un travail suffisant. Il est parfois nécessaire de valider l'identification du cadavre pour ne pas s’appuyer sur de faux indices. Cette identification peut être très difficile, notamment lorsque le corps est très dégradé (gonflé d’eau dans le cadre d’un noyé, ou dans un état de décomposition extrême). La datation n’est alors d’aucune utilité si la victime n’est pas identifiée. Ce problème de l’identification du corps est un problème qui va de pair avec celui de la datation du décès.

## Autres domaines
L'entomologie médico-légale peut s'appliquer dans d'autres domaines que les examens de cadavres, :

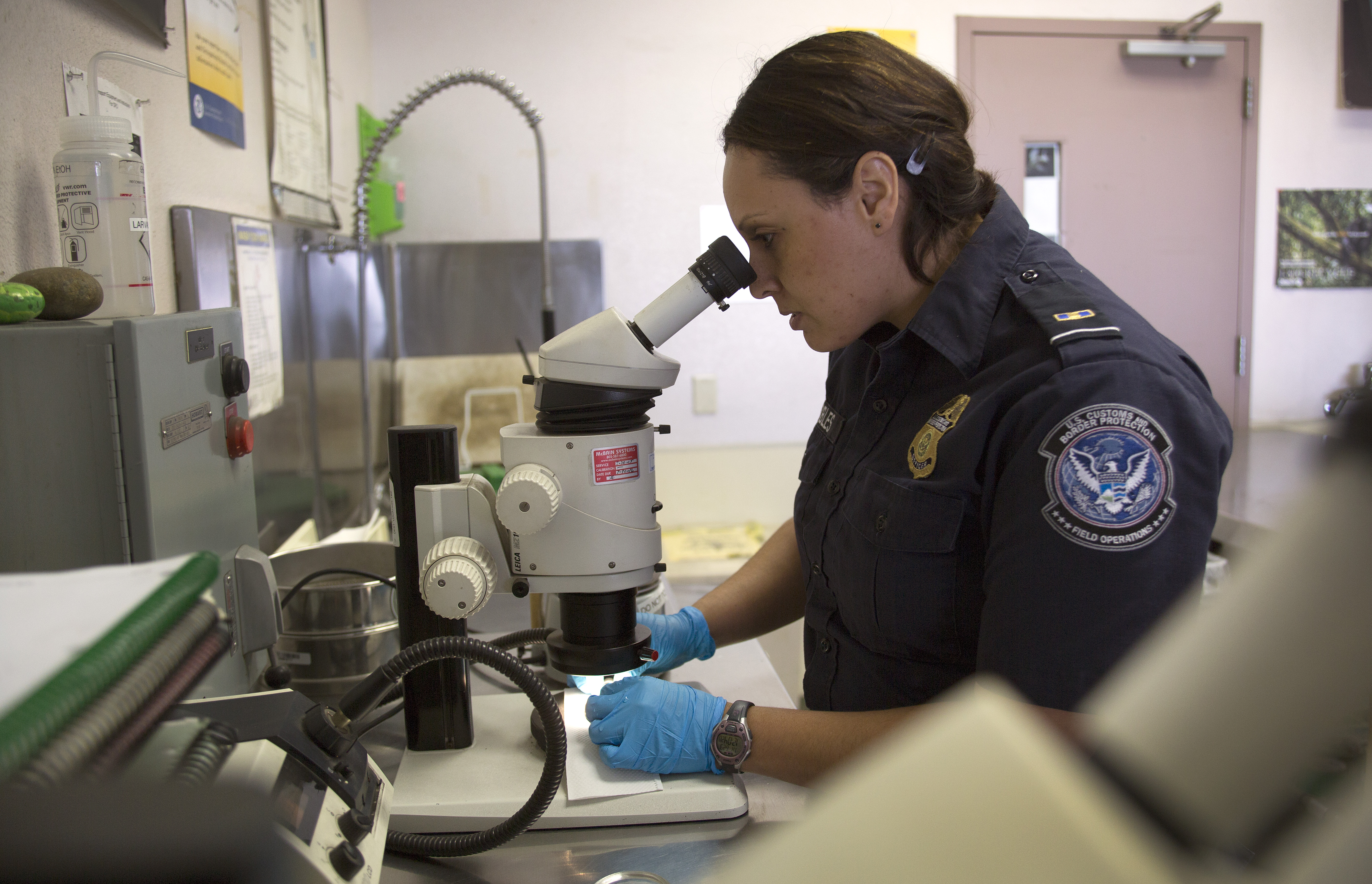
Au port de San Diego (Californie), une spécialiste du Service des douanes et de la protection des frontières des États-Unis examine au microscope un insecte trouvé dans une cargaison de fruits exotiques.

- Déterminer l'origine géographique d'un objet ou de marchandises, à partir des insectes qui s'y trouvent ;
- renseigner sur une transgression de convention internationale (espèces protégées, espèces présentant un risque sanitaire…) ;
- renseigner sur la négligence ou la maltraitance à l'égard de personnes vulnérables (présence de larves d'insectes sur ou dans le corps – myiase –, permettant de dater le début de la maltraitance)[5],[8] ;
- nuisances urbaines dues aux insectes (logements privés, lieux recevant du public…), insectes ou débris d'insectes retrouvés dans les stocks de nourriture ou d'autres produits (livres, textiles…)[5].

Une branche particulière de l'entomologie médico-légale est l'entomotoxicologie, criminelle ou environnementale. Dans les affaires criminelles, l'analyse d'insectes nécrophages permet de déduire l'existence de toxines dans le cadavre au moment du décès, lorsque le cadavre est trop décomposé pour en retrouver directement la présence.  Autre exemple : la recherche de résidus de poudre sur les larves d'insectes nécrophages permet d'établir, lorsque le projectile n'est pas retrouvé, qu'une arme à feu a été impliquée dans le décès. 
Des recherches sont en cours sur les insectes comme biodétecteurs de produits biologiques ou chimiques. Des hyménoptères comme l'abeille Apis mellifera ou le braconide Microplitis croceipes (en) sont déjà utilisés pour détecter la présence d'explosifs. D'autres insectes peuvent indiquer la présence d'agents biologiques, ou servir en diagnostic médical comme détecteurs chimiques de l'haleine, du sang ou l'urine, comme en sécurité alimentaire (contrôle qualité des fruits et légumes) et en contrefaçon (tabac, alcool…).
Dans les études environnementales, la bioaccumulation de substances xénobiotiques (pesticides, métaux lourds…) chez des insectes peuvent les faire utiliser comme biomarqueurs. L'entomotoxicologie fait alors partie d'une « écotoxicologie » permettant d'évaluer l'état de pollutions d'écosystèmes.  Cette discipline pourrait avoir des applications en sécurité alimentaire dans le domaine de la production d'insectes comestibles.